# Anin · Jeromin · Fitilidis & Partner
Anin · Jeromin · Fitilidis & Partner (auch AJF Architekten) ist ein deutsches Architektur- und Ingenieurbüro mit Sitz in Düsseldorf und Zagreb. Die Aufgabenbereiche des Büros reichen von städtebaulichen Leistungen über öffentliche Bauten, Bauten für den Einzelhandel, Bürobauten, Universitäts- und Schulbauten, Wohngebäude bis hin zu Arbeiten im Bereich der Produktentwicklung.

## Geschichte
Das Büro wurde 1994 von Ante Anin und Stefan Jeromin (1966–2009) gegründet. Die Partnerschaft wurde 1998 durch Dimitrios Fitilidis auf drei Gesellschafter erweitert. Am 3. Januar 2009 verunglückte Stefan Jeromin beim Abstieg vom Aconcagua tödlich.

## Bauwerke (Auswahl)
- 2014 Verwaltungsgebäude Reifenhäuser Gruppe[1]
- 2012 Bundesministerium für Arbeit und Soziales (BMAS) und Bundesministerium für Ernährung, Landwirtschaft und Verbraucherschutz (BMELV) in Bonn
- 2012 Verwaltungshochhaus SkyOffice in Zagreb
- 2010 Konzernzentrale Petrom City in Bukarest
- 2008 Bürogebäude Experttravel in Oberhausen
- 2006 Büro- und Innovationszentrum Arca Regler in Tönisvorst
- 2005 Wohn- und Ateliergebäude ROW 13 in Düsseldorf
- 2004 Gelsenwasser AG in Gelsenkirchen
- 2002 Haus der Begegnung in Berlin
- 2000 Leybold Vakuum GmbH in Köln
- 2000 Papenbreer Kaufhaus in Magdeburg
- 1999 Kommunikationsagentur Look Up in Gelsenkirchen

## Auszeichnungen (Auswahl)
2006
- Architecture + Technology Award, Anerkennung, Gelsenwasser AG, Gelsenkirchen[2]
- Contract World Award – Kategorie Office, 3. Preis, Gelsenwasser AG, Gelsenkirchen[3]
- BDA Auszeichnung guter Bauten, ROW 13 Düsseldorf[4]

2004
- Hypo Real Estate Stiftung für vorbildliche Gewerbebauten -„Bestes Officegebäude 2004“ Deutschland, Gelsenwasser AG, Gelsenkirchen[5]
- Internationaler Balthasar Neumann Preis 2004, Anerkennung, Gelsenwasser AG, Gelsenkirchen[6]

2003
- BDA Auszeichnung guter Bauten, BonOffice Krefeld[7]

2000
- BDA Auszeichnung guter Bauten, Auszeichnung, Look Up Gelsenkirchen[8]
- FX International Design Awards London, Finalist, Look Up Gelsenkirchen[9]

1999
- ar+d award London 1999, 1. Preis, Look Up Gelsenkirchen[10]
- Architekturpreis Beton, 1. Preis, Look Up Gelsenkirchen[11]

## Wettbewerbe
- Reifenhäuser Gruppe, Troisdorf – 1. Preis[12]
- Eastside Zagreb, Zagreb – 1. Preis[13]
- SkyOffice Zagreb, Zagreb – 1. Preis[14]
- Gelsenwasser AG, Gelsenkirchen – 1. Preis[15]